# Villa Solliden
La villa Solliden - appelée aussi Palais ou château de Solliden – se dresse sur l'île d'Öland près de Borgholm et sert de résidence d'été à la famille royale de Suède.

## L'édifice
La villa fut dessinée, à la demande de la reine Victoria de Suède, par l'architecte Torben Grut, et construite entre 1903 et 1906. La reine était l'amie intime du médecin et écrivain Axel Munthe, dont la Villa San Michele, sur l'île italienne de Capri, servit de modèle à Grut. Le bâtiment présente à peu près la forme d'un quadrilatère sous un toit plat en cuivre. Les seules décorations sont des fenêtres doubles et triples encadrées par de petites colonnes, ainsi qu'une loggia à l'ouest et un escalier couvert à l'est. Le château n'a pas été construit dans un but d'apparat, mais pour servir de résidence intime et de maison de campagne à la reine pendant l'été. 
Le roi de Suède actuel Charles XVI Gustav avait déjà reçu Solliden en héritage à l'âge de quatre ans, à la mort de son arrière-grand-père Gustav V en 1950. Jusqu'à aujourd'hui le château a été utilisé par la famille royale et est habité pendant les mois d'été ; l'héritière du trône, Victoria, y célèbre traditionnellement son anniversaire. Si le château lui-même ne se visite pas, pendant l'été le jardin est ouvert et accessible aux visiteurs.

## Le parc

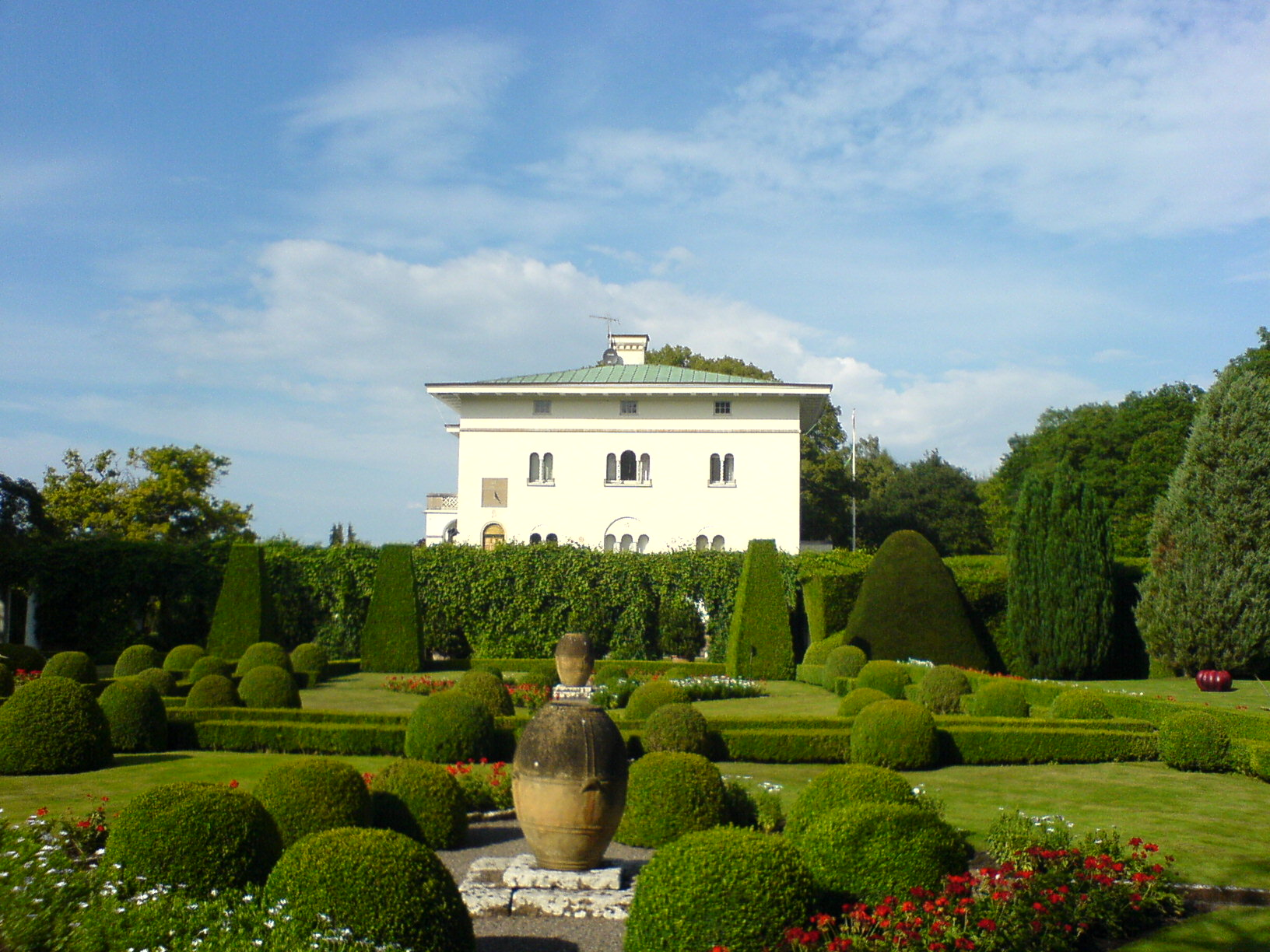
Solliden : la villa vue du jardin italien

La véritable attraction du château de Solliden est son parc. Par son climat, Öland est divisé en deux parties: tandis que la hauteur et la côte orientale sont secs avec un sol relativement pauvre, il règne du côté ouest un climat très doux, avec un sol fertile. C'est exactement à la limite entre ces deux domaines géographiques que se trouvent Solliden et ses jardins verdoyants. En règle générale les visiteurs arrivent par l'entrée principale, dans un paysage de steppe misérable derrière lequel le parc, avec ses jeux d'eau, apparaît comme une oasis de verdure. 
Le jardin est divisé en plusieurs secteurs différents. On est frappé par les dizaines de variétés de roses, cultivées dans l'ensemble du parc. À proximité immédiate de la villa se trouve le « jardin italien » avec sa décoration de buis isolés ou en haies selon les règles de l'art topiaire. C'est là, en face du château, que se trouve la petite « maison de jeu » (c'est ainsi qu'on l'appelle) recouverte de plantes grimpantes et qui autrefois servait au jardinier et à sa famille. De là, un chemin conduit au « jardin anglais », avec ses grands arbres et ses pelouses. En contrebas des pelouses qui s'étendent devant le château se trouve une cascade moderne, cadeau d'anniversaire fait au roi par le Parlement suédois. Le « Jardin hollandais » quant à lui est un cadeau de la reine Wilhelmine des Pays-Bas à son amie Victoria en 1922, à l'occasion de son 60e anniversaire. Cette partie du jardin est ornée de sculptures de marbre et de différentes variétés de roses.

## Les alentours
L'entrée de la maison, qui remonte à la période de construction du château de Solliden, abrite également près de la caisse et du magasin de souvenirs des expositions régulièrement organisées sur le château et ses habitants. 
Au-dessus du parc du château, c'est la steppe d'Öland qui commence ; au voisinage se dresse la ruine imposante du château de Borgholm. Cette ancienne forteresse de la Renaissance a été au XVIIe siècle transformée en château baroque ; il se délabre depuis un incendie au XIXe siècle, et offre aujourd'hui un contraste pittoresque avec les jardins verdoyants de Solliden.

## Source
- (de) Cet article est partiellement ou en totalité issu de l’article de Wikipédia en allemand intitulé « Schloss Solliden » (voir la liste des auteurs).